# Melvyn Goldstein
Melvyn C. Goldstein (* 8. Februar 1938 in New York, NY) ist ein US-amerikanischer Anthropologe und Tibetologe. Seine wissenschaftlichen Schwerpunkte liegen in den Bereichen tibetische Gesellschaft, Geschichte und zeitgenössische Politik in Tibet, Bevölkerungsstudien, Polyandrie, Nomaden in Tibet, Lexikographie, Studien zu Themen der Kultur- und Entwicklungsökologie, des wirtschaftlichen Wandels und der interkulturellen Gerontologie.

## Werdegang
Studium der Geschichte an der University of Michigan (Abschluss 1960) und 1968 Promotion in Anthropologie an der University of Washington.
1968–1990: bis 1971 Assistant bzw. Associate (bis 1977) Professor, danach Professor of Anthropology, Department of Anthropology an der Case Western Reserve University in Cleveland, Ohio
1975–2002 Chairman des Department of Anthropology, Case Western Reserve University
1987 bis heute Director des Center for Research on Tibet, Case Western Reserve University sowie seit 1991 John Reynolds Harkness Professor of Anthropology, Case Western Reserve University; Co-Director, Center for Research on Tibet, und Professor of International Health, School of Medicine (secondary appointment)
Er heiratete die Tochter des bekannten tibetanischen gelehrten Aristokraten, Surkhang Wangchen Gelek Surkhang Wangchen Gelek.
2009 wurde Goldstein in die National Academy of Sciences gewählt.

## Forschung
Insbesondere in Tibet ist die Forschung von Goldstein zu einer ganzen Reihe von Themen als wegweisend zu betrachten: nomadische Lebens- und Wirtschaftsweise, Auswirkungen von politischen und ökonomischen Reformen auf das ländliche Tibet, Familienplanung und -fruchtbarkeit, moderne Geschichte Tibets und sozioökonomischer Wandel. Darüber hinaus führten ihn Forschungsaufenthalte zu Exiltibetern in Indien (Bylakuppe), in Nordwest-Nepal (in Limi), in der Mongolei (unter Nomaden in der westmongolischen Provinz Hovd) sowie in Innerchina (über Modernisierung und ältere Menschen in der Han-Bevölkerung).
In seinen Forschungsprojekten zu Beginn des 21. Jahrhunderts befasste er sich mit der mündlichen Geschichte von Tibet, einem mehrbändigen Werk über die Geschichte des modernen Tibet (bisher vier Bände), die Geschichte des Nyemo-Aufstands 1969, und einer Langzeitstudie über die Auswirkungen der chinesischen Reformpolitik auf das ländliche Tibet (Nomaden und Bauern).
Er beschreibt Tibet vor 1950 als de facto unabhängig, aber auch als feudale Theokratie. Seine Studie A History of Modern Tibet, 1913-1951: The Demise of the Lamaist State erhielt eine Lobende Erwähnung für die beste Einzelschrift über China 1989 von der Association for Asian Studies. Der tibetische Unabhängigkeitsaktivist Jamyang Norbu griff die Darstellung des Buches an. Es handele sich vor allem um einen Abriss der Geschehnisse in der tibetischen Oberschicht von Lhas, so werde etwa die Reting-Affäre zu einem größeren Bürgerkrieg aufgeblasen, während die siegreiche Verteidigung Tibets gegen die chinesischen Invasoren 1917/1918 nur am Rande Erwähnung finde.

## Werk (Auswahl)
- Melvyn C. Goldstein: A History of Modern Tibet.
  - Bd. 1: The Demise of the Lamaist State, 1913–1951. University of California Press, 1991; ISBN 0-520-07590-0.
  - Bd. 2: The Calm Before the Storm, 1951–1955. University of California Press, 2007; ISBN 978-0-520-24941-7.
  - Bd. 3: The Storm Clouds Descend, 1955–1957. University of California Press, 2014; ISBN 978-0-520-95671-1.
  - Bd. 4: In the Eye of the Storm, 1957–1959. University of California Press, 2019; ISBN  0520278550.
- Melvyn C. Goldstein: The Snowlion and the Dragon: China, Tibet and the Dalai Lama. University of California Press, Berkeley 1997, ISBN 0-520-21951-1
- Melvyn C. Golstein, Cynthia M. Beall: Die Nomaden Westtibets. Der Überlebenskampf der tibetischen Hirtennomaden. Nürnberg 1991, ISBN 3-922619-11-8
- Melvyn C. Goldstein, William Siebenschuh, Tashi Tsering: The Struggle for Modern Tibet: The Autobiography of Tashi Tsering. M.E.SharpeInc., 1997, ISBN 1-56324-950-2
- Melvyn C. Goldstein, Matthew Kapstein (eds.): Buddhism in Contemporary Tibet: Religious Revival and Cultural Identity. University of California, Berkeley 1998, ISBN 0-520-21130-8
- Melvyn C. Goldstein, Foreign Affairs, The Dalai Lama's Dilemma, Volume 77, Number 1, January/February 1998.
- Melvyn C. Goldstein, Chinese Edition of The Struggle for a Modern Tibet: the Life of Tashi Tsering, Mirror Books, Carle Place, NY. 2000.
- Melvyn C. Goldstein, A New Tibetan English Dictionary of Modern Tibetan. University of California Press. Pp. 1200, 2001, ISBN 0-520-20437-9
- Melvyn C. Goldstein, Ben Jiao, Cynthia M. Beall & Phuntso Tsering. Fertility & Family Planning in Rural Tibet. In The China Journal. Issue 1, 2002.
- Melvyn C. Goldstein and Cynthia M. Beall. "Changing patterns of Tibetan nomadic pastoralism." In Human Biology of Pastoral Populations, Leonard and Crawford (eds.). Cambridge University Press, 131–150.
- Melvyn C. Goldstein, Dawei Sherap, William Siebenschuh. A Tibetan Revolutionary. The political life of Bapa Phüntso Wangye. U. of California Press, pp. 371, 2004

Online-Artikel
- The Remote World of Tibet's Nomads
- The Impact of China's Reform Policy on the Nomads of Western Tibet
- Change and Continuity in Nomadic Pastoralism on the Western Tibetan Plateau
- Nomads of Golok, a Report
- A Report on Limi Panchayat, Humla District, Karnali Zone (PDF-Datei; 1,65 MB)